# ژنیه
ژِنیه (به مجاری:  Zsennye) یک شهرداری در مجارستان است که در واش واقع شده‌است. ژنیه ۵٫۰۲ کیلومتر مربع مساحت و ۱۰۲ نفر جمعیت دارد.